# Ignace De Sutter
Ignace August Hendrik De Sutter (Gent, 5 juli 1911 – Belsele, 10 augustus 1988) was een Vlaams componist en musicoloog. Hij was de Belgische evenknie van Bernard Huijbers.
Hij was de zoon van Karel De Sutter. Vader was langdurig directeur was van het Conservatorium van Kortrijk en de stedelijke muziekscholen in Oudenaarde en Ronse. Grootvader August De Sutter had soortgelijke functies (Oudenaarde en Ronse). Broer Albert De Sutter was muziekcriticus.
Hij genoot zijn middelbaar onderwijs in Kortrijk (St-Amanduscollege); hij haalde aldaar ook zijn diploma voor leraar aan middelbare en normaalscholen. In de tussenliggende periode werd hij nog op 22 mei 1937 tot priester gewijd, na een studie filosofie (Kleinseminarie St-Niklaas) en theologie (Groot Seminarie te Gent). Hij werd in eerste instantie docent aan het St-Hendrikcollege te Deinze, gaf er les in verschillende vakken maar juist geen muziek, dat verzorgd werd door Jules Nachtergale. Van 1946 tot 1968 was hij leraar aan de Bisschoppelijke Normaalschool Onze-Lieve-Vrouw-Presentatie te Sint-Niklaas en van 1968 tot 1977 docent hymnologie aan het Leuvense Lemmensinstituut. Vanaf 1965 werd hij diocesaan inspecteur in Gent voor het muziekonderwijs. Hij was voorts lid van de Centrale Examencommissie voor muziekonderwijs (1950-1972).
De Sutter was met Hans Dirken en Floris van der Mueren medestichter en vicevoorzitter van de Halewijnstichting en verzorgde ook muzieklessen voor de schoolradio (1954-1980), was werkzaam bij de Van der Leeuwstichting in Amsterdam (1960-) en lid van de zangcommissie Interdiocesane Commissie voor Liturgische Zielzorg (ICLZ, 1964.) 
Hij gold als vernieuwer binnen de muzieklessen in Vlaanderen, ook van het zingen van kerkliederen in het Vlaams; hij was daarin flamingant. Zo is zijn Psalmliederen voor het volk gebaseerd op Gregoriaanse zangen en oude volksliedjes, maar omgezet in een moderner idioom. Toch vond het het niet snel genoeg gaan, gezien de aantekening in Het nieuwe lied: 
dat Een nieuw lied door de veelvuldige praktijk zo vlug mogelijk overbodig mag worden en bovendien snel verouderen.
Hij bleef zich tot aan zijn dood bijscholen op het gebied van muziekgeschiedenis en het kerklied. 
De Sutter kreeg op 19 augustus 1988 een eredienst in de Onze-Lieve-Vrouw-van-Bijstand-der-Christenenkerk te Sint-Niklaas. 

## Werken

### Muziek
- Singhet ende weset vro (1941 en 1943)
- 1957: Huiselijke kerstmuziek (voor blokfluiten en Orffinstrumenten)
- 1958: Concertino pentatonico (piano en Orffisntrumenten)
- 1959: Psalmliederen voor ons volk
- 1962: Een nieuw lied (Patmos, Antwerpen)
- 1965: Nederlands ordinarium
- 1966: Missa ad modum gregorianum
- 1968: Oecumenisch ordinarium
- 1976: Antifonenboek (twee delen)
- 1982: Vijftig kerstliederen van vroeger en nu

### Publicaties
- Inleiding tot het muziekbeluisteren, 2 dln. (1952-1954)
- Een kerk die zingt (1962)
- Schoonheid van het Gregoriaans, BRT-brochure (1969)
- De dienst van het lied (1974)
- Psalmen, hymnen en liederen (1979)
- Lofzang van alle tijden (1982)
- Zingende jeugd